# Борисово подрумиче
Борисовото подрумиче, Царборисово подрумиче или Пясъчно подрумиче (Anthemis regis-borisii) е многогодишно тревисто растение от семейство Сложноцветни. Видът е български ендемит. Именувано е в чест на цар Борис III.

## Описание
Борисовото подрумиче има сивовлакнести, разклонени от основата стъбла с височина 10 – 20 cm. Листата са продълговатоланцентни с дължина 2 – 3 cm, долните са перести, а делчетата – линейнолопатовидни. Съцветията са връхни с 2 – 4 кошнички с диаметър 2 – 2,5 cm. Обвивката на кошничките е влакнеста. Размножава се чрез семена. Опрашва се от насекоми.

## Разпространение
Видът е български ендемит. Разпространен е по Черноморското крайбрежие – в района на Побити камъни и в Североизточна България – Мадарско плато, на височина до 300 m.

## Заплахи
Борисовото подрумиче отговаря на критерия за критично застрашен вид, но поради наличието на 10 популации, 8 от тях в защитените местности Побити камъни и Мадарски скални венци, попада в категория застрашен вид. Видът има ограничено разпространение. Отрицателно влияние оказват залесяванията от XX век на песъчливите терени, инвазивното развитие на Opuntia vulgaris в групата „Белослав запад“, утъпкването от посетители в „Централна група Побити камъни“ и на Мадарското плато.